# Torneo de Bastad 2017
El Torneo de Båstad 2017 o Swedish Open fue un evento de tenis perteneció al ATP World Tour 2017 en la categoría ATP World Tour 250 y a la WTA en la categoría WTA International Tournaments. Se jugó entre 17 al 23 de julio para las hombres y del 24 al 30 de julio para los mujeres en Båstad (Suecia).

## Distribución de puntos
| Modalidad            | Campeón | Finalista | Semifinales | Cuartos de final | 2ª ronda | 1ª ronda | Clasificados | 2ª ronda de clasificación | 1ª ronda de clasificación |
| Individual masculino | 250     | 165       | 100         | 50               | 25       | 0        | 13           | 7                         | 0                         |
| Dobles masculino     | 250     | 150       | 90          | 45               | 20       | 0        | -            | -                         | -                         |

| Modalidad           | Campeona | Finalista | Semifinal | Cuartos de final | 2ª ronda | 1ª ronda | Clasificadas | 3ª ronda de clasificación | 2ª ronda de clasificación | 1ª ronda de clasificación |
| Individual femenino | 280      | 180       | 110       | 60               | 30       | 1        | 18           | 14                        | 10                        | 1                         |
| Dobles femenino     | 280      | 180       | 110       | 60               | 1        | -        | -            | -                         | -                         | -                         |

## Cabezas de serie

### Individuales masculino
| Tenista             | Ranking | Preclasificado |
| Pablo Carreño Busta | 17      | 1              |
| Albert Ramos        | 22      | 2              |
| Pablo Cuevas        | 24      | 3              |
| Richard Gasquet     | 27      | 4              |
| Karen Jachanov      | 34      | 5              |
| Fernando Verdasco   | 35      | 6              |
| Diego Schwartzman   | 37      | 7              |
| David Ferrer        | 39      | 8              |
| Horacio Zeballos    | 52      | 9              |

- Ranking del 3 de julio de 2017

### Dobles masculino
| Tenista                          | Ranking | Preclasificados |
| Julio Peralta Horacio Zeballos   | 71      | 1               |
| David Marrero Nenad Zimonjić     | 99      | 2               |
| Marcus Daniell Marcelo Demoliner | 105     | 3               |
| Jérémy Chardy Nicholas Monroe    | 123     | 4               |

### Individuales femenino
| Tenista              | Ranking | Preclasificada |
| Caroline Wozniacki   | 6       | 1              |
| Anastasija Sevastova | 17      | 2              |
| Caroline Garcia      | 20      | 3              |
| Anett Kontaveit      | 32      | 4              |
| Carla Suárez         | 34      | 5              |
| Kiki Bertens         | 35      | 6              |
| Kateřina Siniaková   | 44      | 7              |
| Julia Görges         | 45      | 8              |
| Johanna Larsson      | 48      | 9              |

- Ranking del 17 de julio de 2017

### Dobles femenino
| Tenista                             | Ranking | Preclasificadas |
| Nicole Melichar Anna Smith          | 109     | 1               |
| Oksana Kalashnikova Alicja Rosolska | 114     | 2               |
| Elise Mertens Demi Schuurs          | 118     | 3               |
| María Irigoyen Barbora Krejčíková   | 148     | 4               |

## Campeones

### Individual masculino
David Ferrer venció a  Alexandr Dolgopolov por 6-4, 6-4

### Individual femenino
Kateřina Siniaková venció a  Caroline Wozniacki por 6-3, 6-4

### Dobles masculino
Julian Knowle /  Philipp Petzschner vencieron a  Sander Arends /  Matwé Middelkoop por 6-2, 3-6, [10-7]

### Dobles femenino
Quirine Lemoine /  Arantxa Rus vencieron a  María Irigoyen /  Barbora Krejčíková por 3-6, 6-3, [10-8]